# Joseph Mohr von Zernez

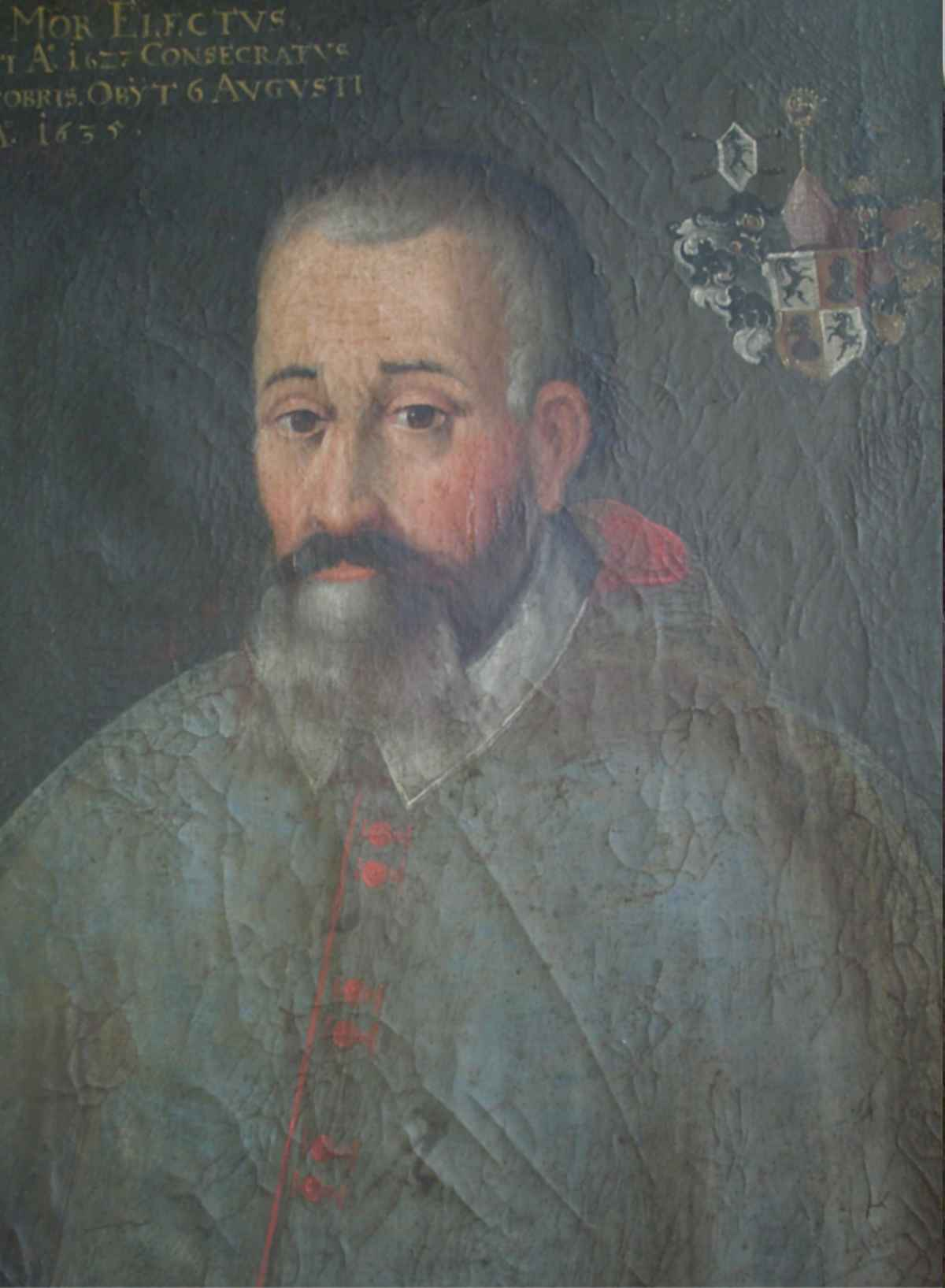
Joseph Mohr (1577–1635) Fürstbischof von Chur 1627–1635

Joseph Mohr von Zernez (* 1577 in Mals, Südtirol; † 6. August 1635 in Chur) war römisch-katholischer Bischof des Bistums Chur.

## Familie

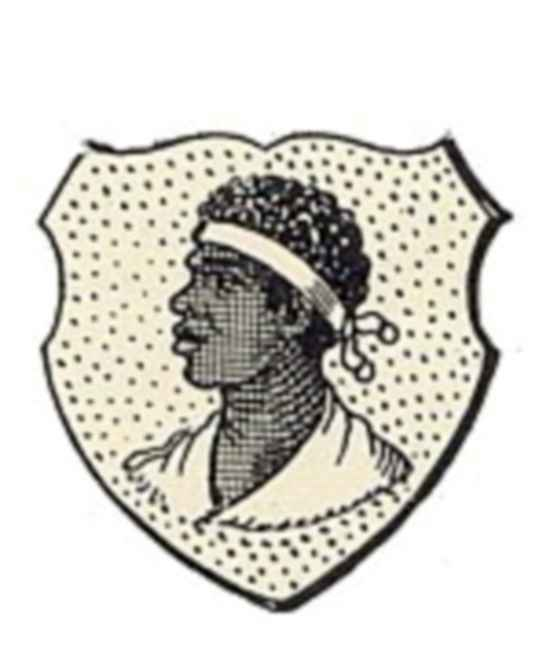
Stammwappen der Mohr von Zernez

Zum altrhätischen Adel gehört auch die Familie Mohr. Unter Kaiser Ludwig dem Frommen diente im Jahre 830 ein Johann Mohr (Maurus) als Prokurator-Rhätia. Im Jahre 1260 wird Werner Mohr als Stammvater genannt; als Stammsitz wählte er Zernez im Engadin. Sein Sohn Johann Conrad war Vogt der Grafen von Matsch (Maetsch) auf Steinsberg. Dessen Sohn nannte sich von Steinsberg. Es bestanden Verbindungen zu den Adelsgeschlechtern Planta, sowie Travers und Lumerins (Lombris). Anfang des 16. Jahrhunderts teilte sich die Familie. Johann Mohr († 1529) liess sich im Münstertal nieder, er war Schlosshauptmann auf Fürstenburg.
Ein weiterer Johann Mohr ging nach Luzern, ein dritter Mohr ging in den Vinschgau nach Mals. Maximilian von Mohr (1588–1652) stand 1621 in Diensten Erzherzog Leopold V. (Österreich-Tirol), dieser sandte ihn 1622 in diplomatischer Mission nach Madrid und erhob ihn 1629 in den Freiherrenstand. 1650 erhielt er von Erzherzog Ferdinand Karl den Titel Graf von Lichtegg. Er war der Cousin von Joseph Mohr.

## Leben

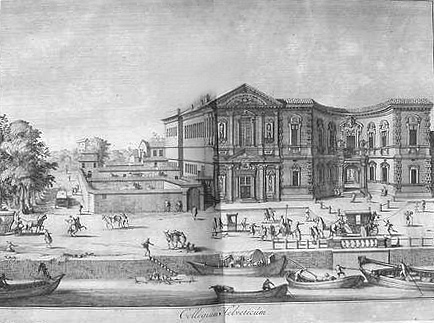
Collegio Elvetico Milano (1704)

Der Sohn des kaiserlichen Oberwachtmeisters Abraham Mohr und seiner Ehefrau Agathe, geborene Castelmur studierte Philosophie an der Universität Dillingen an der Donau, das Studium schloss er im Jahre 1600 als Magister ab. Sein Theologiestudium als Alumnus am Schweizerischen Colleg in Mailand beendete er im Jahre 1605 mit dem Doktorgrad. Bereits 1602 wurde er Mitglied des Domkapitels in Chur, was ihm Papst Clemens VIII. mit Dispens bestätigte. Am 26. Mai 1605 empfing er in der Kirche San Francesco in Mailand die Priesterweihe. Seine erste seelsorgerische Tätigkeit fand er in der Stadtpfarrei St. Nikolaus in Feldkirch. 1609 wurde er zum Domkustos und 1623 zum Domscholastiker gewählt.
Nach den Vorgaben Erzherzog Leopold V. und des Apostolischen Nuntius Alessandro Scappi über die Leitung und Fortführung des Bistums Chur wählte das Domkapitel am 25. August 1627 Joseph Mohr als Nachfolger des am Tage zuvor emeritierten Johann V. Flugi zum neuen Bischof von Chur. Den Eid auf die sechs Artikel des Gotteshausbundes, der von seinen Vorgängern gefordert wurde, verweigerte er, auch seine Nachfolger beschworen diese Artikel nicht mehr. Es begann die die Loslösung des Bischofsamtes von der Bevormundung durch die Bünde. Bestätigt wurde die Wahl am 10. September 1627 durch Papst Urban VIII. Die Bischofsweihe spendete ihm am 24. Oktober 1627 in der Kathedrale Mariä Himmelfahrt in Chur Nuntius Alessandro Scappi. Am 4. August 1629 erhielt er von Kaiser Ferdinand II. die Reichsregalien.
Es gelang ihm mit Visitationen und einer rätischen «Kapuzinermission» in seinem Bistum, die ihm auferlegten Vorgaben zu erfüllen. Der Kapuzinerorden konnte mit Unterstützung des Bischofs seine seelsorgerischen Tätigkeiten erweitern und ausbauen, musste allerdings aufgrund des Abzugs der Österreicher 1631 einige Klosterniederlassungen aufgeben. Eine ebenfalls geforderte Schuldentilgung gelang Mohr allerdings nicht. Einer päpstlichen Sonderkommission zur Beseitigung der Schuldenkrise im Bistum Chur im Frühjahr 1635 blieb der Erfolg versagt. Den geplanten Ad-limina-Besuch absolvierte, auf Anraten der Propagandakongregation, 1635 nicht der Bischof in eigener Person, sondern Prokuratoren aus dem Domkapitel.
Bischof Joseph Mohr verstarb am 6. August 1635 an der Pest und wurde noch am gleichen Tag in der Kathedrale von Chur beigesetzt. Er hinterliess ein Bistum, das von fremden Truppen (Dreissigjähriger Krieg) besetzt war und eine durch die seit 1628 wütenden Pestepidemie stark dezimierte und von konfessionellen Richtungskämpfen erschütterte Bevölkerung.

## Bischofswappen

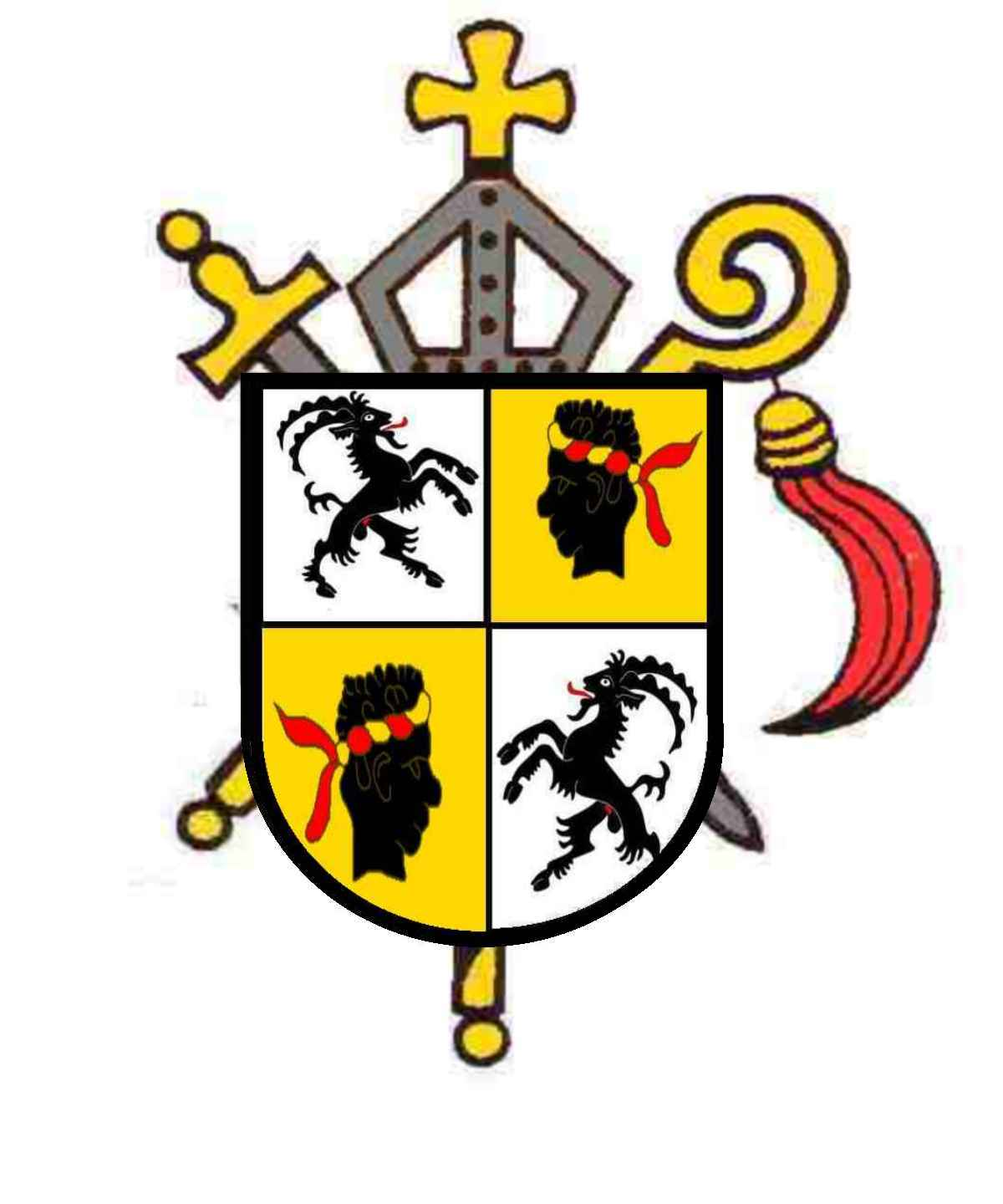
Wappen des Fürstbischofs Joseph Mohr von Chur

Das Familienwappen der Mohr von Zernez (adeliges Ämtergeschlecht in Graubünden) zeigt auf goldenem Grund  einen Mohrenkopf mit silberner Stirnbinde und silbernem Kragen, ein sogenanntes redendes Wappen, bei dem der Familienname durch ein Sinnbild nachgeahmt wird.
Der Wappenschild des Bischofs viergeteilt zeigt in Feld 1 und 4 auf weiss/silbernem Grund einen schwarzen Alpensteinbock, rechts/links gestellt, das Wappen des Fürstbistums Chur (Gotteshausbund); in Feld 2 und 3 auf goldenem Grund einen Mohrenkopf mit geflochtenem gold/roten Stirnband, ebenfalls rechts/links gestellt, das Familienwappen der Mohr von Zernez. Kreuz, Mitra, Bischofsstab und Schwert, Insignien geistlicher und weltlicher Macht.
Auf einer 1628 geprägten Münze, einem Groschen im Wert von drei Kreuzern werden drei kleine Wappen dargestellt: Eines mit einem einköpfigen Reichsadler, ein weiteres mit dem Steinbock, dem Sinnbild von Chur und Graubünden. Das dritte Wappen zeigt das bischöfliche Familienemblem, den Mohr.
Auf der 10-Kreuzer-Münze von 1636 ist wieder das viergeteilte Bischofswappen abgebildet.